# Сикамару Нара
Сикамару Нара (яп. 奈良シカマル Нара Сикамару) — персонаж манги «Наруто», созданной Масаси Кисимото. Согласно сюжету, является членом команды № 10 — группы ниндзя, также включающей Тёдзи Акимити, Ино Яманаку и их руководителя Асуму Сарутоби. Автор манги отмечал, что Сикамару нравится ему в связи со спокойным характером персонажа.
Сика (鹿) в переводе с японского языка означает «олень», а мару (丸) является суффиксом, обычно используемом в мужских именах. Из имён Ино, Тёдзи и Сикамару формируется комбинация «Ино-Сика-Тё», не раз обыгрываемая в сюжете манги. Кроме того, Сикамару появился в аниме-сериале и четырёх полнометражных анимационных фильмах по мотивам «Наруто», а также в ряде других произведений, связанных с серией, в том числе в видеоиграх и OVA.
Многие издания в индустрии аниме и манги обсуждали Сикамару. Некоторые рецензенты отметили его лень и разум, равно как и его превращение в лидера; Anime News Network отметила появление Сикамару как «вряд ли героя» в сюжете «Наруто». Сикамару также очень популярен среди читателей энциклопедии Наруто, он не раз получал высокие места в опросах популярности. Так, по версии американского издания журнала Weekly Shonen Jump Сикамару несколько раз занимал четвёртое и пятое места. При этом он — единственный из своей команды, кому удалось войти в первую десятку рейтинга. На основе образа Сикамару были выпущены различные фигурки, брелоки и наклейки.

## Создание и концепция
Масаси Кисимото отмечал, что ему нравится Сикамару в связи с его спокойным характером и противопоставил его Саскэ. Кисимото также в шутку заявил, что вышел бы замуж за Сикамару, если бы был девушкой, поскольку жизнь Сикамару скорее всего сложилась бы успешно. При создании образа Сикамару для второй части манги Кисимото хотел придать ему уникальный внешний вид, несмотря на то, что тот уже был нарисован в жилете, что отличалось от одежды других ниндзя. В результате автор переместил его протектор со лба на руку, чтобы тот не заслонял его волосы.

## Появления
Сикамару впервые появляется в серии во время экзаменов на звание тюнина, проводящихся дважды в год для ниндзя, которые хотят продвинуться в ранге. Он — часть команды № 10 вместе с Тёдзи и Ино Яманакой. Сикамару — равнодушный человек, старающийся жить, прилагая минимальные усилия. Вопреки своей лености, Сикамару гениален; его учитель, Асума, предположил, что IQ Сикамару превышает 200. Способности Сикамару основаны на «Технике теневого подчинения» (яп. 影真似の術 кагэманэ-но дзюцу), фирменном дзюцу его клана, используя которую, он сливает свою тень с тенью противника, делая её иммобильной и принуждая её к имитации своих движений. По ходу развития сюжета Сикамару становится способным управлять своей тенью новыми способами. Во второй части он способен использовать несколько теневых техник одновременно и может поднимать свою тень от земли, чтобы взаимодействовать с физическими объектами; например, он может проникнуть во врагов теневыми усиками или использовать их, чтобы бросить оружие.
Сикамару относится к экзаменам с чувством апатии; когда он борется против ниндзя Тэмари, он побеждает её благодаря своему интеллекту, но в итоге сдаётся, потому что у него заканчивается чакра. Несмотря на это поражение, он — единственный ниндзя среди своих сверстников, который получил повышение до ранга тюнин, поскольку экзаменаторы были впечатлены его проницательностью и интеллектом, которые он продемонстрировал в бою против Тэмари, а также умением вовремя признать поражение. Как тюнин, Сикамару был назначен лидером команды, пытавшейся предотвратить побег Саскэ Утихи в деревню Звука. Хотя команде Сикамару удаётся победить ниндзя этой деревни, перекрывавшего им путь, Саскэ удаётся сбежать.
Во второй части сериала перед Сикамару поставлена задача определения места расположения двух членов преступной организации Акацуки. В то время как его команде удаётся обнаружить свои цели, член Акацуки Хидан убивает Асуму Сарутоби в ходе сражения, несмотря на максимальные усилия Сикамару по предотвращению этого. После похорон Асумы Сикамару отправляется с выживавшими членами команды № 10 и Какаси Хатакэ в погоню за убийцами, чтобы отомстить за смерть учителя. Поскольку его команда имеет дело с напарником Хидэна, Какудзу, Сикамару мстит за Асуму, побеждая Хидана. После битвы он клянётся защищать Курэнай Юхи, которая была беременна ребёнком Асумы. Во время Четвёртой мировой войны синоби его назначают в Четвёртое подразделение вместе с Тэмари и Тёдзи. Его называют «генералом по доверенности» под командованием Гаары.. Также он приходит на помощь Наруто во время битвы с Мадарой Утихой и Обито Утихой. В эпилоге манги, происходящем через 10 лет после основных событий, является советником Седьмого Хокагэ Наруто Удзумаки. Имеет сына по имени Сикадай Нара, рожденного в браке с Тэмари.

## Появление в других проектах
Кроме аниме и манга Наруто, Сикамару также фигурирует в Naruto the Movie: Legend of the Stone of Gelel, втором полнометражном анимационном фильме по мотивам «Наруто». В этом фильме он совместно с Наруто Удзумаки и Сакурой Харуно участвует в борьбе с Хайдо, утопическим идеалистом, стремящимся управлять миром с помощью мощного артефакта, называемого Gelel. В четвёртом фильме по «Наруто» Сикамару появляется в небольшом эпизоде, сражаясь с большой группой каменных солдат. Он также присутствует в третьей OVA, где принимает участие в турнире. Сикамару — игровой персонаж почти во всех играх по «Наруто», в том числе сериях Clash of Ninja и Ultimate Ninja. В некоторых играх он использует вариации своей техники имитации тени, которых не было в оригинальных аниме или манге. Naruto Shippuuden: Gekitou Ninja Taisen! EX 2 знаменует собой первое появление Сикамару в видеоигре как героя из второй части манги.

## Навыки
- Кагэманэ но Дзюцу (яп. 影真似の術), «Техника теневой имитации» или Кагэ Сибари но Дзюцу (яп. 影縛りの術), Теневая ловушка (устаревшее название, которым пользуется отец Сикамару) — попавший в ловушку человек не может двигаться и копирует движения того, кто управляет тенью.
- Кагэ Куби Сибари но Дзюцу (яп. 影首縛りの術), «Техника удушения тенью» или «Теневая удавка» — усовершенствованная версия Кагэманэ но Дзюцу. Позволяет тени давить на материальные объекты (например, удушать или ломать конечности).
- Кагэ Нуи (яп. 影縫), Теневые иглы — техника позволяет удерживать или даже прокалывать соперника с помощью теней в форме игл.
- Кагэманэ Сюрикен но Дзюцу (яп. 影真手裏剣の術), «Техника сюрикена теневой имитации» — дзюцу с использованием оружия из чакропроводящего металла — Сикамару «заряжает» чакрой оружие и запускает его в тень врага, из-за чего противник не может двигаться.
- Кагэёсэ но Дзюцу (яп. 影寄せの術), «Техника теневого сбора» — техника преобразовывает тень в множественные иглы, с помощью которых можно обхватывать предметы для различных действий, например броска сюрикэна или притягивания чего либо.

## Критика
Сикамару имел высокий рейтинг в опросах популярности персонажей, устраиваемых Weekly Shonen Jump, постоянно находясь в первой десятке и достигнув четвёртого места в одном из опросов. Последний такой опрос был в 2011 году, в котором Сикамару занял девятое место, уступив Сасори и обогнав Хинату.
Ряд изданий дали оценку образу Сикамару. Обозреватель IGN назвал Сикамару был одним из своих любимых персонажей . В обзоре 110-й серии аниме журналист IGN хвалил Сикамару, который сумел преодолеть свою лень, принять роль лидера, чтобы вести команду в бой для захвата Саскэ, и согласился, что решение сделать его тюнином было справедливым. В обзоре 135 серии, в которой провалилась миссия по захвату Саскэ и члены команды Сикамару были тяжело ранены, IGN высоко оценил «выдающуюся сцену», в которой Сикамару начал плакать, узнав, что его друзья будут жить, и заявил, что он будет лучшим лидером для своих друзей. Mania.com отметила его "чистый разум", назвав его «одним из самых интересных персонажей в сериале» и «одним из немногих по-настоящему блестящих бойцов сёнэн-аниме». Другой рецензент отметил его битву с Тэмари во время экзамена, сказав, что это «один из лучших боев с участием второстепенных персонажей».